# Antonius Possevino
Antonius Possevino, född 10 juli 1533 i Mantua, död 26 februari 1611 i Ferrara, var en italiensk katolsk präst, jesuit, diplomat och författare, som bland annat 1577 sändes till Sverige av påve Gregorius XIII. Påven hoppades att Sverige, som var ett land med stormaktsambitioner, åter skulle bli katolskt. År 1587 kallades Possevino tillbaka till jesuiternas venetianska provins. Där kom han att vara sysselsatt med författarskap, i synnerhet verken Bibliotheca Selecta (1593) och Apparatus Sacer (1603). År 1606 blev han, tillsammans med andra jesuiter, förvisade från Republiken Venedigs territorium. Detta sedan jesuiterna hade försvarat det interdikt, som påve Paulus V hade låtit utfärda över Venedig år 1606. Republiken svarade med att bannlysa jesuiterna. Possevino levde under sin sista tid i Ferrara, där han avled 1611.

## Biografi
Possevino föddes i Mantua år 1533. Möjligen hade han judiskt påbrå. Possevinos far, som var guldsmed, lät ändra familjens efternamn från Caliani (eller Cagliani) i samband med att familjen flyttade från Asti till Mantua. Namnbytet kan indikera en intention att ha velat undvika kopplingar till judisk härkomst. Senare i livet blev Possevino tvungen att bemöta påståenden om judiskt påbrå, påståenden som han ansåg saknade grund.
Genom moderns anställning vid hertigen Federico II Gonzagas hov kom Antonio att få en gedigen humanistisk utbildning, då han uppfostrades tillsammans med hertigens son Federico III Gonzaga. Sedermera skulle Possevino själv fungera som informator åt Ferrante Gonzagas söner, de framtida kardinalerna Francesco och Gian Vincenzo. Ferrante Gonzaga var yngre bror till hertigen Federico II och som tack för sina insatser utsågs Possevino av Ferrante till läntagare av Fossano i Savojen.
Inledningsvis undervisade Possevino bröderna Gonzaga i Ferrara, där det fanns väletablerade nätverk av humanister som uppehöll sig vid huset Estes hov. Men då Ferrara drogs in i kriget mellan Frankrike och huset Habsburg (1551–1559) flyttade Possevino istället undervisningen till universitetsstaden Padua i Republiken Venedig. Där kom han i kontakt med jesuiten Benedetto Palmio, vars predikningar gjorde ett starkt intryck på honom. Possevino kände sig kallad till jesuitorden och under en vistelse i Basilica della Santa Casa, i Loreto, tog han det slutgiltiga beslutet av avsäga sig Fossano samt sin ställning som informator för att istället träda in i jesuitordens (eller Jesu Sällskaps) novitiat i Rom. Dit anlände han år 1559. 
Inte långt efter att Possevino hade trätt in i Jesu Sällskap, skickades han till Savojen av generalföreståndaren Diego Laínez med uppdraget att försöka övertyga hertigen Emanuele Filiberto om fördelarna med att låta grunda ett jesuitkollegium i Savojen. Laínez gav även Possevino i uppdrag att sprida den katolska tron i områden där valdensernas läror hade vunnit mark. År 1561, under sin mission i Savojen, blev Possevino prästvigd.

### Mission i Savojen och Frankrike
Året därefter förflyttades han till Frankrike. Under sina tio år där grundade han jesuitkollegier i Avignon och Mondovì, spred Petrus Canisius katekes, bestred hugenotternas läror, predikade på franska för de lokala invånarna och på italienska för handelsmän som hade rest från den italienska halvön. Han arbetade även intensivt för att stoppa spridningen av sådan litteratur som stred mot katolsk lära och försökte förmå biskopen av Avignon att inrätta en inkvisition i stiftet.
Efter de uppmärksammade insatserna i Savojen och Frankrike blev han utsedd till generalsekreterare för jesuitorden. År 1573 påbörjade han sin nya tjänst i Rom, under den nyvalde generalföreståndaren Everard Mercurians ledarskap. År 1576 blev han anförtrodd med ett nytt uppdrag, att som påvlig legat underhandla med Sveriges kung Johan III i det ömtåliga ärendet att söka återföra Sverige till katolicismen. När påven Gregorius XIII anförtrodde Possevino med det viktiga uppdraget skedde det med dessa ord: "Detta ärende är av sådan vikt, att om jag icke tyngdes av hela den kristna kyrkans börda, skulle jag själv gå till Sverige."

### Mission i Nord- och Östeuropa
När Possevino kom till Sverige pågick en maktkamp mellan kung Johan III och dennes bror, hertig Karl. Kungen hade året innan föreslagit en ny gudstjänstordning, den så kallade Röda boken och i det forna gråmunkeklostret på Gråmunkeholmen (idag känd som Riddarholmen) hade anlagts ett teologiskt kollegium, Collegium regium Stockholmense, med den norsk-svenske jesuiten Laurentius Nicolai Norvegus (även känd som "Klosterlasse") som lärare i teologi och ansvarig för skolan. År 1578 konverterade Johan III till den katolska kyrkan inför Possevino och mottog kommunionen i enlighet med katolsk ritual. Detta skedde i samband med att Possevino distribuerade konfirmationens sakrament till Johan III:s son Sigismund, blivande kung av Sverige och Polen-Litauen.
Hertig Karl var stark motståndare till alla försök att "bygga en bro mellan den protestantiska och katolska kyrkan".[källa behövs] Han var furste i Södermanland, Närke och Värmland, och ville inte ha några påbud från Kyrkostaten. Samma år som Klosterlasse startade sin skola sammankallade hertigen ett reformatoriskt prästmöte. Han utmanade också sin bror och kung genom att ta emot klerker som hotats till livet för att de inte accepterade Johan III:s nya liturgi. Johan III svarade med att göra dem fredlösa.
Understödd av Possevino kritiserade Klosterlasse skriftligen reformationen i skarpa ordalag, något som i sin tur väckte kritik. Efter att en folkmassa satt eld på klostret tröttnade kungen slutligen och Klosterlasse fick efter en del kontroverser lämna landet.
Johan III satte också upp ett antal villkor för ett eventuellt inträde i katolska kyrkan. Bland annat accepterade han inte prästcelibatet och hävdade dessutom att nattvardsvinet även skulle utdelas till menigheten. Ingen överenskommelse ingicks och Possevino reste tillbaka till Rom.
Under en andra vistelse i Sverige 1579–1580 blev det klart för Possevino att försöken att förmå Sverige att återinföra katolicismen var dömda att misslyckas. Innan han lämnade Sverige för andra gången, närvarade han vid bröllopet mellan Pontus De la Gardie och kungens dotter Sofia Johansdotter Gyllenhielm i Vadstena klosterkyrka. Ritualen var katolsk. Under vigselakten rasade läktaren och en person omkom. En del menade att olyckan orsakats av ett vredesutbrott av Gud, som antogs sympatisera med protestanterna.[källa behövs]
Possevino fick därefter sin verksamhet förlagd till Östeuropa, där han först med framgång framträdde som medlare mellan Polen-Litauen och det Moskovitiska riket och vistades sedan vid Ivan IV:s hov i Moskva där han utan framgång verkade för den rysk-ortodoxa kyrkans förening med den katolska. Under sin fortsatta verksamhet i Östeuropa gjorde han värdefulla insatser för katolska kyrkan, såsom att grunda jesuitkollegier i Vilnius, Tartu, Braniewo, Olomouc och Cluj. Men han vecklade även in sig politiskt med den polske kungen Stefan Batory, med vilken han hade en god relation. Strax efter Batorys bortgång, år 1586, hemkallades Possevino till jesuiternas venetianska provins på generalföreståndaren Claudio Acquavivas begäran. Han fortsatte dock att följa händelseutvecklingarna i norra Europa noga och satte sitt hopp till att kung Sigismund III av Polen-Litauen skulle lyckas att rekatolicera Sverige. Dessutom gav han sitt stöd åt Falske Dmitrij I, i dennes kamp för att behålla tsartiteln i det Moskovitiska riktet.

### Författare till två encyklopedier
När Possevino hade kallats tillbaka till den italienska halvön, gav han sig i kast med att sammanställa en bibliografisk encyklopedi i två volymer med titeln Bibliotheca Selecta. Detta verk består av arton böcker, där varje bok motsvarar en akademisk eller kulturell disciplin. Den första volymen domineras av olika aspekter av teologi och är indelad i elva böcker. Denna volym är tillägnad den för tiden sittande påven Clemens VIII. Den andra volymen består av disciplinerna juridik, filosofi, medicin, matematik (inklusive geometri, musik och geografi), historia, poesi (inklusive teater och arkitektur) samt retorik. Denna volym är tillägnad kung Sigismund. Bibliotheca Selecta publicerades första gången år 1593, men kom att tryckas i nya och reviderade upplagor ända in på 1600-talet.
Possevino ville med detta verk bidra till jesuitordens arbete med att sammanställa en uppdaterad undervisningsplan, eftersom Ignatius av Loyolas Konstitutioner inte var anpassad till den storskaliga undervisning som jesuitorden kom att bedriva. Jesuitordens uppdaterade undervisningsplan, Ratio Studiorum, som också innehåller regleringar för lärare vid jesuitkollegierna färdigställdes år 1599. Dock bör Possevinos Bibliotheca Selecta inte endast ses som ett bidrag till sin egen orden, då verket bär på mångahanda personliga och självständiga kommentarer till rådande akademiska och kulturella debatter där författaren antar en censors roll. Den tänkta läsekretsen var unga furstar och adelsmän som med tiden skulle påverka politik och samhällsutveckling. Possevino ville med Bibliotheca Selecta presentera ett botemedel mot cynismen i den så inflytelserika Fursten av Niccolò Machiavelli.
Två böcker i Bibliotheca Selecta är utmärkande för Possevinos tänkande. Den första boken, som i den första upplagan endast bär titeln Studiorum finis, media, impedimenta men som i senare upplagor kallas Cultura ingeniorum, är en text som behandlar de antropologiska utgångspunkter från vilka Possevino bygger upp argumenten i de resterande böckerna i Bibliotheca Selecta. Texten sammanfattar ett utmärkande drag hos Possevino som författare, men även som missionär och diplomat, nämligen ivern att forma en kristen kultur som kunde trumfa renässanshumanismen. För att en sådan kultur skulle kunna förbli sammanhållen var det nödvändigt att enheten med påven var intakt, en enhet som avsåg påvens andliga såväl som världsliga auktoritet. Boken kom sedermera att översättas till italienska av författaren själv med titeln Cultura degli ingegni och publicerades som ett fristående verk, utgivet i Vicenza (1598), Venedig (1604), Paris (1605), Treviso (1606) och Köln (1610).
Ett annat avsnitt i Bibliotheca Selecta som ger uttryck för Possevinos originalitet är den sextonde boken, som behandlar historia. Också denna bok arbetades om, översattes och gavs ut som fristående verk. Två upplagor publicerades på latin, Apparatus ad omnium gentium historiam (Venedig: 1597) och De apparatu ad omnium gentium (Venedig: 1602). En upplaga publicerades på italienska Apparato All'Historia di tutte le nationi et il modo di studiare la geografia (Venedig: 1598). De fristående verken innehåller även diskussioner om geografi, vilket utgör en del av den femtonde boken, om matematik, i Bibliotheca Selecta. Utmärkande för Possevinos behandling av historia är dess roll som magistra vitae (livets mästarinna). Historia är således ett pedagogiskt och praktiskt hjälpmedel för furstar och adelsmän där historiska personer får en instruerade funktion, vars handlingar skrivs fram som antingen goda eller omoraliska.
Efter en kort sejour som rektor vid jesuitkollegiet i Bologna år 1601, började Possevino att arbeta på en ny encyklopedi. Denna hade arbetstiteln Bibliotheca Sacra men fick en ny titel, Apparatus Sacer, när den publicerades år 1603. Verket var dock ännu inte komplett, utan det skulle dröja till år 1606 innan Apparatus Sacer publicerades i sin helhet. Innehållet skiljer sig inte nämnvärt från argumenten i Bibliotheca Selecta, däremot är formen annorlunda då Apparatus Sacer följer en bokstavsordning snarare än den tematiska strukturen i den föregående encyklopedin. Apparatus Sacer behandlar över 8000 olika författare och har en struktur som är bättre anpassad till strukturen i Index librorum prohibitorum.

### Interdikt över Venedig och Possevinos sista år
Venedig var en viktig plats i Jesu Sällskaps historia eftersom de första jesuiterna blev prästvigda där år 1537. De genomförde ett betydande arbete som andliga vårdare bland prostituerade, fattiga och sjuka. År 1552 inrättade orden ett kollegium i Padua, som tack vare sin popularitet kom att utmana det statliga universitet. Universitetet i Padua, å sin sida, hade lång tradition att falla tillbaka på. Påverkade av renässanshumanismen kom studiet hos många som var verksamma vid universitet att vara inriktat på Aristoteles korpus i enlighet med kommentarer av Averroës, Alexander av Afrodisias och Pietro Pomponazzi snarare än Thomas av Aquinos utläggningar. En av de stora humanistaristotelikerna var Ermolao Barbaro, vars tid som professor i Padua främjade studiet av Aristoteles texter. Miljön i Padua lockade många studenter, också sådana som kom från norr om Dolomiterna. I synnerhet från Böhmen, Österrike och Tyskland. Dessa utgjorde närmare 30% av det totala antalet studenter som var inskriva vid universitetet. Tillsammans bildade de en tysk nation i Padua.
Rivaliteten mellan jesuitkollegiet och universitetet i Padua växte, sedan fler och fler studenter blev inskrivna hos jesuiterna. År 1591 var 470 studenter inskrivna vid jesuitkollegiet, medan långt fler, 1500 studenter, var inskrivna vid universitetet. I den venetianska senatens mening utgjorde dock jesuitkollegiet inte endast ett hot mot de ekonomiska intäkterna men även mot den öppenhet gentemot andra intellektuella traditioner än den thomistiska, som var rådande i Padua. Att det fanns lutheraner bland studenterna i den tyska nationen var inte heller ett problem för medlemmarna i den venetianska senaten.
För att förhindra jesuiternas påverkan på studenterna vid universitetet förbjöd senaten jesuiter att verka som undervisande lärare vid universitetet. Som ett led i den ökade antipatin gentemot jesuiter började anklagelser riktas mot deras trohet till påvens världsliga auktoritet och deras påstådda lojalitet till habsburgarna. En av det mest högljudda kritikerna mot jesuiter var den venetianske prästen Paolo Sarpi.
Republiken Venedig vidtog inte endast åtgärder mot jesuiternas verksamhet, men också mot katolska kyrkan i största allmänhet. Venedig var katolskt, men eftersom Kyrkostaten flyttade fram sina positioner på den italienska halvön blev det angeläget att värna sin självständighet och sina världsliga intressen. I början av 1600-talet utfärdade Venedig en lag som förbjöd nybyggnationer av kyrkor på venetiansk mark, såvida senaten inte gav sitt tillstånd. Senaten försvårade även rätten för kyrkan att ha kontroll över skötelsen av kyrkor, kloster och konvent. Dessutom beslutades det, mot påvens vilja, att även präster som stod anklagade för brott skulle ställas inför civilrättslig domstol på venetiansk mark och inte bli eskorterade till den påvliga tribunalen i Rom.
Efter strandade diplomatiska försök att ena påven och Republiken Venedig placerade påven Paulus V, på juldagen år 1605, ett interdikt över hela republikens territorium. Den venetianske dogen Leonardo Donà svarade att interdiktet saknade legitim grund och därmed ansågs det vara ogiltigt. En av interdiktets konsekvenser var bannlysningen av jesuiterna, år 1606, från Republiken Venedig, eftersom de framstod som de främsta försvararna av interdiktets giltighet.
Under interdiktstiden, som varade fram till april år 1607, uppstod ett fenomen som har kommit att kallas La guerra della scritture ("skriftkriget") där Paolo Sarpi var den främste försvararen för Republiken Venedigs position medan jesuiterna Roberto Bellarmino och Possevino återfanns bland de som stödde interdiktets giltighet. Possevino skrev åtminstone tre texter under interdiktkontroversen, alla under olika pseudonymer. Texterna innehöll lovtal till Venedigs ärorika förflutna, men också skarp kritik mot det antipåvliga vägval som han ansåg att de hade gjort sig skyldiga till. Under de hätska debatterna riktades även anklagelser mot jesuiterna i allmänhet för deras vilja att kontrollera världspolitiken och Possevino i synnerhet, som beskylldes för att vara en kryptojude.
Efter att Possevino hade tvingats i exil levde han sina sista år i andra delar av den venetianska provinsen såsom Mantua, Bologna och Ferrara. Han hade gjort många försök att få tillåtelse att pensionera sig i Loreto, där han i sin ungdom hade tagit beslutet att gå in i Jesu Sällskap. Generalföreståndaren Claudio Acquaviva hörsammade inte denna önskan, utan höll honom sysselsatt med olika uppgifter. Den sista tiden tillbringade Possevino i Ferrara, där han avled år 1611.